# 蜂蜜跑廊橋
蜂蜜跑廊橋（英語：Honey Run Covered Bridge）是一座横跨北加州巴特县巴特溪的木质廊桥，位于森特維爾道和蜂蜜跑道交界，大约在奇科和天堂之间的半路上。2018年11月8日在營溪大火中被烧毁。

## 历史
蜂蜜跑廊橋與1886年建成，1887年1月3日獲巴特县批准建成。蜂蜜跑廊橋原稱卡爾山橋，由美國舊金山橋樑及建筑公司所建。佐治米勒获巴特县委任为建筑监督，负责监督工程项目。
在1901年之前，这座三跨木桥是無蓋的。
橫跨巴特溪的蜂蜜跑廊桥曾經是美国唯一一座現存的三跨木材普拉特式桥梁，1988年被列入国家历史名胜登记册。
木橋原本是開通予車輛通過，直到1965年一辆卡车撞毁了桥梁，造成桥梁几乎无法通行，因此當局決定在上游興建一座新的钢桥供行车通行。
而這座木橋則只供人行，並備受保護。当地居民筹集资金，从废墟上重建了部份結構，大桥于1972年重新开放。
2018年11月8日，蜂蜜跑廊橋被營溪大火燒毀，僅餘灰燼。